# Streptocitta
Streptocitta és un gènere d'ocells de la família dels estúrnids (Sturnidae).

## Llistat d'espècies
Segons la classificació del Congrés Ornitològic Internacional (versió 12.2, juliol 2022) aquest gènere conté dues espècies:
- Streptocitta albicollis - mainà collblanc.
- Streptocitta albertinae - mainà de les Sula.

Tanmateix, segons el Handook of the Birds of the World i la quarta versió de la BirdLife International Checklist of the birds of the world (desembre 2019), les dues subespècies del mainà collblanc (S. albicollis), haurien de ser considerades espècies separades:
- Streptocitta albicollis (sensu stricto) - mainà collblanc meridional.

- Streptocitta torquata - mainà collblanc septentrional.